# ダウンロード 南無阿弥陀仏は愛の詩
『ダウンロード 南無阿弥陀仏は愛の詩』（ダウンロード なむあみだぶつはあいのうた）は、1992年に発売された日本のOVA。
1990年にPCエンジンで発売されたシューティングゲーム『ダウンロード』、および続編の『ダウンロード2』のOVA化という企画であったが、サイバーパンクな世界観であることと主人公の名前がシドであるという以外はほぼ別物となっている。

## あらすじ
テクノポリス・ムーンライトシティでは、ダウンタウンの若者たちの間で「デスメール」と呼ばれるソフトが蔓延し、そのメールをダウンロードした若者たちによる犯罪や自殺が多発していた。その頃、吉祥寺の生臭坊主の進之介は、行きつけのバー「スージー・ウォン」のダンサーのナミホに入れ込み、何とか二人の関係を上手く運ぼうとしていた。しかし、その都度ダウンタウンの暴走族に邪魔されてしまい、リーダーのピンキーからは「その女には関わらない方がいい」と警告されてしまった。
暴走族とのイザコザがあった翌日。ナミホがバーの仕事を辞めたことを知った進之介は、思い切ってナミホの住んでいるアパートに向かった。しかし、そこにはナミホの姿はなく、代わりに一枚のマイクロフィルムが置いてあった。そのマイクロフィルムには、大企業・越後屋グループが「デスメール」を使いムーンライトシティを支配しようとする証拠が記されていた。事情を知った進之介は、探し出したナミホと越後屋グループの計画を阻止するためにピンキーたち暴走族と協力し、越後屋グループの本部に乗り込む。

## 登場人物
村田 進之介（むらた しんのすけ）
吉祥寺の住職をしている青年。父親が借金を残して死んでしまったため、仕方なく住職をしている。女にだらしがなく、夜ごと女に手を出そうとする生臭坊主だが、裏の世界では「シド」という名のスーパーハッカーとして知られている。
山本 不二子（やまもと ふじこ）
越後屋の秘書。両親が経営していた工場を越後屋グループに潰され一家離散したため、その復讐のために越後屋グループに潜り込んだ。越後屋グループの陰謀を探り、その阻止をシドに依頼しようと、「ナミホ」の偽名を使い、ダウンタウンのバー「スージー・ウォン」のダンサーとして進之介に近付いた。
ヨーコ
進之介の幼馴染み。父親が経営している診療所の助手をする一方で、進之介の仕事の手伝いをしている。
シュン
ヨーコの弟。「デスメール」の正体を探ろうとしている。越後屋グループとの対決では、越後屋グループ本部のコンピュータをハッキングし混乱させる。
ピンキー
ダウンタウンの暴走族のリーダー。仲間を「デスメール」によって殺されたため、越後屋グループの関係者だったナミホを付け狙っていた。越後屋グループとの対決では、進之介と共に越後屋グループ本部に乗り込む。
越後屋 全蔵（えちごや ぜんぞう）
越後屋グループの会長。「デスメール」を使って若者をコントロールし、ムーンライトシティを支配しようと企むが、進之介たちによって阻まれる。失敗を悟り逃走しようとするが、私兵部隊に撃墜されたムーンライトポリスのヘリの墜落に巻き込まれ死亡する。
局長
越後屋の側近。「デスメール」の開発・拡散を担当していた。越後屋と共にヘリの墜落に巻き込まれ死亡する。

## キャスト
- シド（村田進之介） - 関俊彦
- ナミホ（山本不二子） - 小山茉美
- 越後屋全蔵 - 加藤精三
- ヨーコの父 - 北村弘一
- 局長 - 石塚運昇
- ピンキー - 二又一成
- ヨーコ - 柿沼紫乃
- シュン - 原慎一郎
- 龍田直樹
- 飛田展男
- 立木文彦
- 大森章督
- 田中和実
- 梅津秀行
- 篠原恵美
- 内海秀雄
- 掛川裕彦
- 佐藤浩之
- 菊池正美

## スタッフ
- 製作 - 石原幸男
- 企画 - 斎藤明宏
- プロデューサー - 瀬戸恒雄、多部田俊雄、丸山正雄
- 原作 - 中島渉
- 監督 - りんたろう
- 脚本 - 菅良幸　りんたろう
- キャラクターデザイン - 金田伊功
- 作画監督 - 野田卓雄
- 美術監督 - 金子英俊
- 撮影監督 - 山口仁
- 音響監督 - 三間雅文
- 編集 - 尾形治敏、伊藤勇喜子、末吉文弘
- 色指定・検査 - 永浜由紀子
- 特殊効果 - 谷藤薫児
- 効果 - 柴崎憲治、倉橋静男
- 音楽 - ムッシュかまやつひろし
- 演奏 - BAGDAD BLUES BAND
- 設定 - 高林久弥
- 制作 - マッドハウス
- 製作 - NECアベニュー、SOFIX

## 挿入歌
「OUT OF BORDER」「WEATHER REPORT BLUES」「DETHMAIL BLUES」
作詞 - りんたろう / 作曲 - ムッシュかまやつひろし / 歌 - ムッシュかまやつひろし、ディレック・ジャクソン